# Kierz (Wola Pierowa)
Kierz – część wsi Wola Pierowa w Polsce, położona w województwie łódzkim, w powiecie kutnowskim, w gminie Nowe Ostrowy.
Wierni kościoła rzymskokatolickiego należą do parafii pw. w. Andrzeja Ap w Woli Pierowej.
W latach 1975–1998 Kierz administracyjnie należał do województwa płockiego.